# Adam Nelson

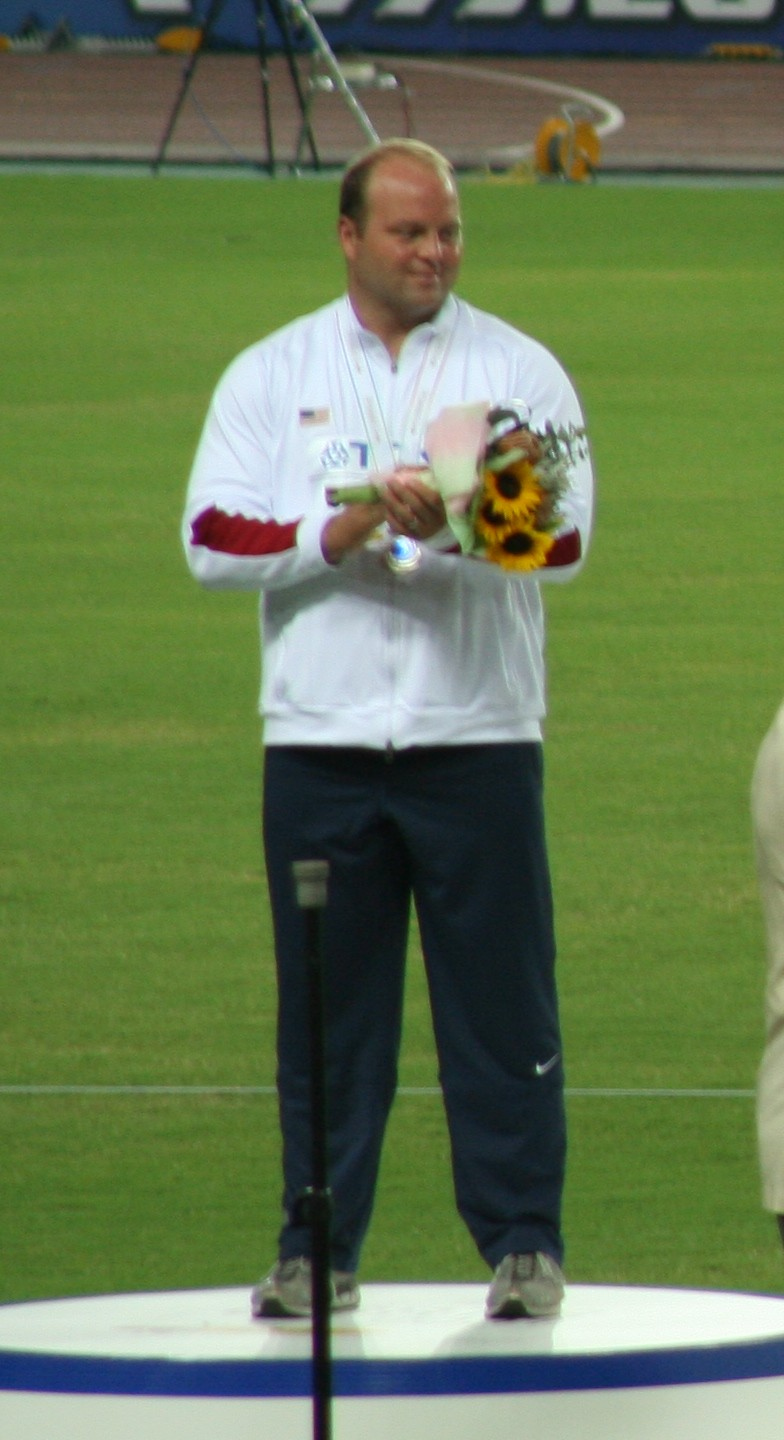
Adam Nelson, Osaka 2007

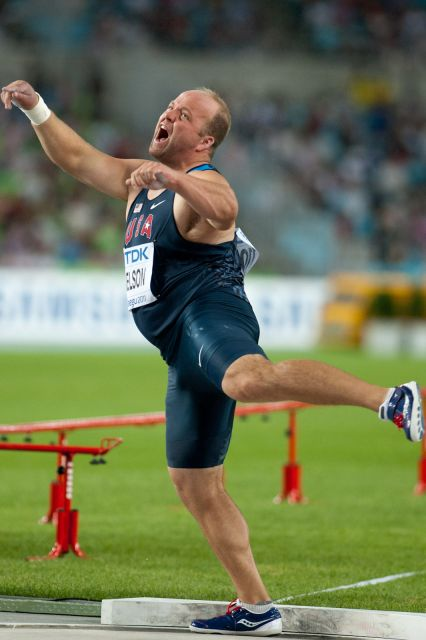
Nelson bei den Weltmeisterschaften 2011

Adam Nelson (* 7. Juli 1975 in Atlanta) ist ein ehemaliger US-amerikanischer Kugelstoßer. Er wurde 2005 Weltmeister und nachträglich 2004 Olympiasieger.

## Leben
Charakteristisch für sein exzentrisches Verhalten im Wettkampf war das entgegengesetzte Einlaufen zur Abstoßfläche sowie das blitzartige Wegwerfen seines Trikots, bevor er den Kugelstoßring betritt. Damit bot er den Zuschauern ein besonderes Spektakel, das 2005 bei den Weltmeisterschaften in Helsinki erstmals mit dem Gewinn eines Titels bei internationalen Wettkämpfen belohnt wurde. 
Zuvor wurde er mehrmals unglücklich Zweiter: Bei den Olympischen Spielen 2000 in Sydney und bei den Spielen 2004 in Athen gewann er die Silbermedaille. Bei den Weltmeisterschaften 2001 in Edmonton und den Weltmeisterschaften 2003 in Paris wurde er ebenfalls Silbermedaillengewinner. Auch bei den Weltmeisterschaften 2007 in Osaka musste er sich wiederum mit einem zweiten Platz zufriedengeben.
Bei den Olympischen Spielen 2008 in Peking schaffte er nach einer Zerrung im Finale keinen gültigen Versuch. In Berlin kam er bei den Weltmeisterschaften 2009 auf den fünften Platz und 2011 in Daegu erreichte er Platz acht. 2012 versuchte Nelson sich für seine vierten Olympischen Spiele zu qualifizieren, scheiterte jedoch bei den US-Trials.
Im Dezember 2012 entzog das IOC dem Olympiasieger von 2004 Jurij Bilonoh wegen Dopings die Medaille. Damit wurde Adam Nelson nachträglich Olympiasieger, der zugleich seinen Rücktritt vom Leistungssport erklärte.
Adam Nelson hatte bei einer Größe von 1,83 m ein Wettkampfgewicht von 115 kg.

## Persönliche Bestleistungen
- Kugelstoß: 22,51 Meter, 18. Mai 2002 in Portland
  - (Halle): 22,40 Meter, 15. Februar 2008 in Fayetteville